# Pies descalzos, sueños blancos
Pies descalzos, sueños blancos è un singolo promozionale della cantante colombiana Shakira, pubblicato nel 1996 come estratto dal terzo album in studio Pies descalzos.

## Descrizione
Il brano è stato scritto da Shakira insieme a Luis Fernando Ochoa e prodotto da quest'ultimo.

## Tracce
1. Pies descalzos, sueños blancos – 3:28

## Classifiche
| Classifica (1996)       | Posizione massima |
| ----------------------- | ----------------- |
| Stati Uniti (latin pop) | 11                |